# Ladislav Rieger
Ladislav Svante Rieger (25 de abril de 1916, Malmö - 14 de febrero de 1963, Praga) fue un matemático checo especializado en lógica matemática y en teoría de conjuntos axiomática. Se le considera el fundador de estas ramas de las matemáticas en Checoslovaquia.

## Semblanza
Era hijo del filósofo Ladislav Rieger y de su esposa Eliška, de soltera Jarešová. Nació en Suecia, donde trabajó su padre en los años 1915-1919, de ahí su segundo nombre, Svante. Después de graduarse en la escuela primaria (1931-1935), estudió matemáticas y física en la Facultad de Ciencias de la Universidad Carolina en los años 1935-1938. Sus profesores fueron, entre otros, Vladimír Kořínek y Vojtěch Jarník. Trabajó para el Protectorado de Bohemia y Moravia como ingeniero informático en los años 1941-1943 del Banco Nacional de Praga, y en los años 1943-1945 en la empresa AVIA.
A partir de 1945 obtuvo un puesto docente en la Facultad de Ingeniería Mecánica y Eléctrica, que más tarde se convirtió en Facultad de Ingeniería Mecánica CTU. En 1946 completó sus estudios de ciencias (con un trabajo riguroso "Sobre grupos ordenados"), y en 1950 realizó una estancia de estudios de seis meses en Varsovia. En 1951 fue nombrado profesor asociado de matemáticas en la Facultad de Ingeniería Mecánica de la Universidad Técnica Checa y trabajó allí como jefe del departamento de matemáticas hasta 1958. A partir de 1951 también dio clases en la Facultad de Ciencias y en la Facultad de Matemáticas y Física de la Universidad Carolina.
En 1953 se convirtió en uno de los primeros miembros del recién fundado Instituto de Matemáticas de la Academia Checoslovaca de Ciencias. Desde 1958 se dedicó principalmente a la labor científica en este instituto. En 1960 obtuvo el título de doctor en ciencias físicas y matemáticas (con una tesis doctoral titulada: Una contribución a la teoría axiomática de conjuntos de Gödel).
En 1947 se casó con Helena Holingerová, con quien tuvo dos hijas: Jitka (nacida en 1950) y Alena (nacida en 1956). Pertenecía a la familia Riegerů, descendientes de Francisco Ladislao Rieger. Está enterrado en el cementerio Vyšehradském de Praga.

## Realizaciones
En su actividad científica, Rieger se centró principalmente en las siguientes áreas:
- Teoría de grupos (1941-1952)
- Teoría de uniones y lógica matemática (1949-1957)
- Teoría de conjuntos axiomática (1954–1963).

La lista completa de sus publicaciones cuenta con más de 50 artículos, en su mayoría publicados en revistas científicas. También escribió tres textos didácticos, una monografía ("Métodos algebraicos de lógica matemática", publicada póstumamente traducida al inglés en 1967) y un libro de divulgación ("Sobre grupos y uniones", 1952).